# Писарівська сільська рада (Волочиський район)
Пи́сарівська сільська́ ра́да — адміністративно-територіальна одиниця та орган місцевого самоврядування в Волочиському районі Хмельницької області. Адміністративний центр — село Писарівка.

## Загальні відомості
- Територія ради: 28,647 км²
- Населення ради: 1 837 осіб (станом на 2001 рік)

## Населені пункти
Сільській раді підпорядковані населені пункти:
- с. Писарівка

## Склад ради
Рада складається з 16 депутатів та голови.
- Голова ради: Голдасевич Катерина Вікторівна
- Секретар ради: Глущак Наталія Станіславівна

### Керівний склад попередніх скликань
| Прізвище, ім'я, по батькові    | Основні відомості                                                         | Дата обрання | Дата звільнення |
| ------------------------------ | ------------------------------------------------------------------------- | ------------ | --------------- |
| Концевич Сергій Володимирович  | Сільський голова, 1979 року народження, член Народно-демократичної партії | 26.03.2006   | 31.10.2010      |
| Голдасевич Катерина Вікторівна | Сільський голова, 1964 року народження, освіта вища, позапартійна         | 15.05.2011   |                 |

Примітка: таблиця складена за даними сайту Верховної Ради України

### Депутати
За результатами місцевих виборів 2010 року депутатами ради стали:

#### За суб'єктами висування
| Суб'єкт висування                | Кількість обраних депутатів | %    |
| -------------------------------- | --------------------------- | ---- |
| Самовисування                    | 14                          | 87,5 |
| Народна партія                   | 1                           | 6,3  |
| Політична партія «Нова політика» | 1                           | 6,3  |

#### За округами
| № округу                         | Прізвище, ім'я, по батькові   | Дата визнання обраним | Освіта             | Партійна приналежність                 | Відомості про обраного депутата                                |
| -------------------------------- | ----------------------------- | --------------------- | ------------------ | -------------------------------------- | -------------------------------------------------------------- |
| Народна Партія                   |                               |                       |                    |                                        |                                                                |
| 13                               | Концевич Олена Миколаївна     | 01.11.2010            | середня спеціальна | позапартійна                           | пенсіонер                                                      |
| Політична партія «Нова політика» |                               |                       |                    |                                        |                                                                |
| 16                               | Голдасевич Валерій Едуардович | 01.11.2010            | середня            | член Політичної партії «Нова політика» | приватний підприємець                                          |
| Самовисування                    |                               |                       |                    |                                        |                                                                |
| 1                                | Курта Майя Володимирівна      | 01.11.2010            | вища               | позапартійна                           | Писарівська загальноосвітня школа І-ІІІ ст., вчитель           |
| 2                                | Губай Олег Миколайович        | 01.11.2010            | середня спеціальна | позапартійний                          | ВАТ «Галнафтохім», завідувач складом                           |
| 3                                | Цідик Віктор Миколайович      | 01.11.2010            | середня спеціальна | позапартійний                          | Писарівська загальноосвітня школа І-ІІІ ст., завідувач складом |
| 4                                | Морозюк Олексій Олександрович | 01.11.2010            | середня спеціальна | позапартійний                          | тимчасово не працює                                            |
| 5                                | Олійник Руслана Іванівна      | 01.11.2010            | середня            | позапартійна                           | тимчасово не працює                                            |
| 6                                | Урбан Катерина Павлівна       | 01.11.2010            | середня спеціальна | член Партії регіонів                   | ТОВ «Лан-інвест», головний бухгалтер                           |
| 7                                | Мороз Людмила Володимирівна   | 01.11.2010            | вища               | позапартійна                           | Писарівська загальноосвітня школа І-ІІІ ст., вчитель           |
| 8                                | Прут Володимир Володимирович  | 01.11.2010            | вища               | позапартійний                          | Писарівська загальноосвітня школа І-ІІІ ст., директор          |
| 9                                | Гусейнова Світлана Орестівна  | 01.11.2010            | середня спеціальна | позапартійна                           | Фельдшерсько-акушерський пункт с. Писарівка, медсестра         |
| 10                               | Глущак Наталія Станіславівна  | 01.11.2010            | вища               | член Єдиного Центру                    | Писарівська сільська рада, секретар                            |
| 11                               | Панасенко Світлана Іванівна   | 01.11.2010            | вища               | позапартійна                           | Писарівська загальноосвітня школа І-ІІІ ст., вчитель           |
| 12                               | Воляк Іван Іванович           | 01.11.2010            | вища               | член Партії регіонів                   | ТОВ «Лан-інвест», директор                                     |
| 14                               | Асатрян Інна Анатоліївна      | 01.11.2010            | вища               | позапартійна                           | Писарівська загальноосвітня школа І-ІІІ ст., вчитель           |
| 15                               | Бернацька Людмила Глібівна    | 01.11.2010            | середня спеціальна | член Єдиного Центру                    | Писарівська сільська рада, головний бухгалтер                  |